# 泰国剧集
泰国剧集（简称泰剧），指泰国拍摄制作的电视剧、网络剧。泰剧的剧本则倾向于跌宕起伏，多从家族矛盾出发，讲述一段揪心虐恋。泰剧比引进价格居高不下的韩剧更加“物美价廉”。中國大陸地區於2003年，中国中央电视台首次引进了泰剧《俏女佣》。2004年，湖南卫视播出了《出逃的公主》。但这两部泰剧都没能引起更多关注。2009年以后，安徽卫视陆续播出了《天使之争》、《明天依然爱你》、《丘比特的圈套》等多部泰剧，引发了泰剧热潮。不少影視平台开出了泰剧专区，一些电视剧方面的杂志特意开辟了泰剧相关的专栏。

## 另見
- 台灣播出之泰劇列表